# Vágrévfalu
Vágrévfalu (szlovákul: Mnešice) Vágújhely város része Szlovákiában, a Trencséni kerület Vágújhelyi járásában.

## Fekvése
Vágújhelytől 1 km-re északra, a Vág jobb partján, a Klanečnica-patak és a vasút között fekszik.

## Története
Vályi András szerint "RÉVFALU. Missice, Novavész. Tót falu Trentsén Vármegy., földes Ura Majthényi Uraság, lakosai katolikusok, és másfélék, fekszik Vág-Újhelyhez közel, mellynek filiája, határjának földgye termékeny, és hasznos, szőleji is vagynak."
Fényes Elek szerint "Mjészicz vagy Révfalu, Trencsén vmegyében, Nyitra vmegye szélén, Vágh-Ujhelyhez 1 óranegyed, a Vágh jobb partján. Számlál 575 kath., 72 evang., 32 zsidó lak. F. u. a beczkói uradalom."
1910-ben 881, többségben szlovák lakosa volt, jelentős magyar kisebbséggel. 1920-ig Trencsén vármegye Trencséni járásához tartozott.

## Nevezetességei
Egy kora barokk és egy késő reneszánsz kastélya van.

## Külső hivatkozások
- Vágrévfalu adózóinak listája 1715-ben[halott link]